# Diego Feliks Habsburg
Diego Feliks Habsburg (ur. 15 sierpnia 1575, zm. 21 listopada 1582) – trzeci wspólny syn Filipa II, króla Hiszpanii i Anny Habsburg. 
W momencie narodzin Diega, jego starszy brat, Ferdynand, książę Asturii, był następcą tronu. Jednakże Ferdynand zmarł w 1578, przez co Diego stał się księciem Asturii, księciem koronnym Hiszpanii. W roku 1580 jego ojciec wstąpił na tron Portugalii, co uczyniło Diega następcą tronu także i tego królestwa. Książę umarł jednak w wieku siedmiu lat. Jego młodszy brat Filip odziedziczył jego tytuły i kilkanaście lat później objął trony Hiszpanii i Portugalii jako Filip III Habsburg.